# Giovanni Mangone

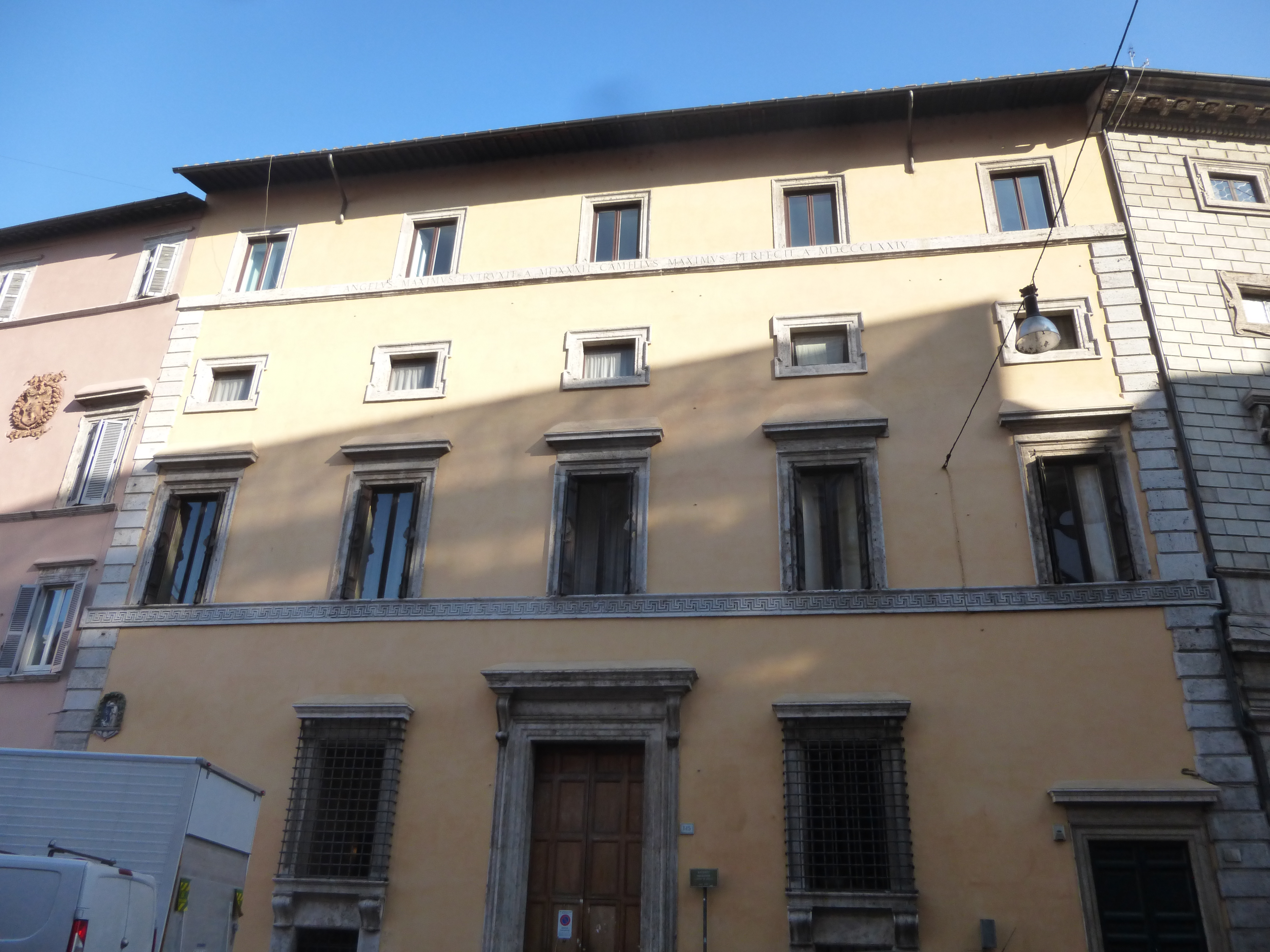
Palazzo Massimo di Pirro (oggi lungo Corso Vittorio Emanuele II) a Roma è il solo edificio ancora esistente sicuramente attribuito a Giovanni Mangone

Giovanni Mangone (Caravaggio, fine XV secolo – Roma, 25 giugno 1543) è stato un architetto e scultore italiano, attivo quasi esclusivamente a Roma durante il Rinascimento e il Manierismo.

## Biografia

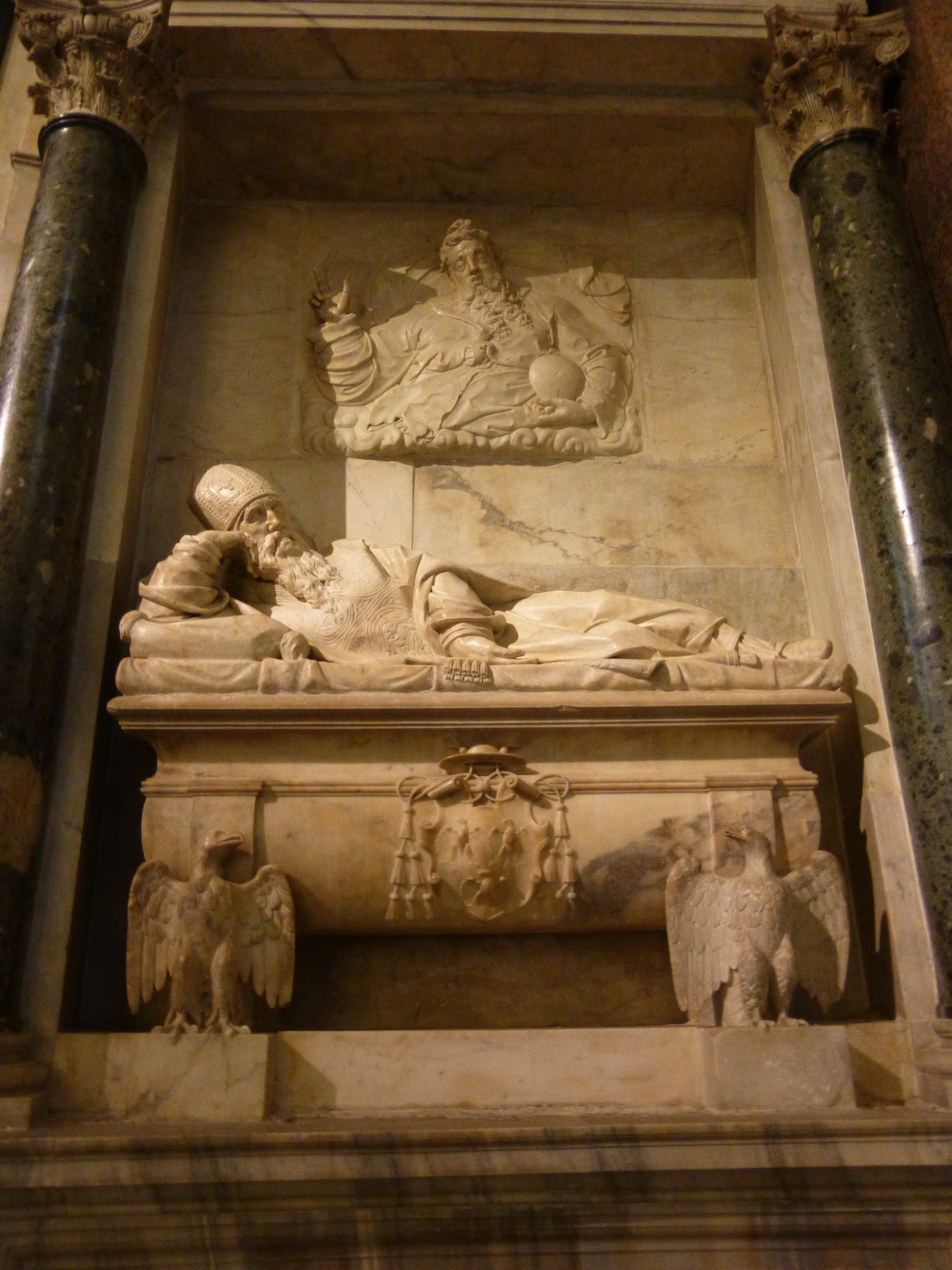
Tomba del Cardinale Willem van Enckevoirt a Santa Maria dell'Anima, Roma

Nato verso la fine del quindicesimo secolo da Francesco, originario di Caravaggio in Lombardia, secondo Giorgio Vasari studiò con lo scultore e architetto Andrea da Fiesole. A Roma, dove visse in un palazzo in via delle Coppelle, tra Sant'Agostino e Palazzo Baldassini, all'inizio della carriera ebbe diversi incarichi; dal 1527 al 1532 fu sovrintendente alla fonte di S. Pietro; sino al 1541 fu curatore del soffitto in foglia d'oro della Basilica di Santa Maria Maggiore; dal 1528 e sino alla morte fu architetto della Camera Apostolica.
Nel 1534 cominciò la sua collaborazione con Antonio da Sangallo il Giovane: insieme allestirono apparati effimeri in legno per celebrare l'incoronazione di Papa Paolo III (r. 1534-1549), e nel 1536 per la visita a Roma dell'Imperatore Carlo V d'Asburgo.
Nel 1537 Mangone modificò il convento dei Serviti nei pressi della Chiesa di San Marcello al Corso, la quale fu da lui completata. Tuttavia, a causa di successive modifiche seicentesche, i suoi interventi presso il convento non sono più riconoscibili.
Forse dal 1532 progettò per Angelo Massimo un palazzo, originariamente affacciato sulla Via Papalis ora Via del Governo Vecchio, a sud di Piazza Navona, nel rione Parione. L'edificio, che nel 1537 era stato completato fino al piano nobile, venne erroneamente chiamato "di Pirro" a causa di una statua (in realtà rappresentante Marte) un tempo esposta in una nicchia in fondo al cortile, e ora ai Musei Capitolini. L'edificio è adiacente a Palazzo Massimo alle Colonne, realizzato negli stessi anni da Baldassarre Peruzzi e commissionato dal fratello di Angelo, Pietro.
Palazzo Massimo di Pirro è la sola opera architettonica certa del Mangone ancora esistente. In questo edificio il suo modello è Antonio da Sangallo il Giovane, del quale egli adotta schemi tipologici e stilemi. In ogni caso, in diversi elementi, come la soluzione concava adottata per il cortile, dovuta all'irregolarità dell'area a disposizione, l'adozione di logge con architrave, l'uso di elementi decorativi quali mensole, l'equilibrio della facciata, egli mostra uno stile originale.
Basandosi sull'analisi stilistica del Palazzo di Pirro, sono stati attribuiti a Mangone anche il palazzo Alicorni a Borgo Vecchio (poi piazza Rusticucci), nel rione di Borgo (demolito nel 1931 e poi ricostruito da Marcello Piacentini) e, meno sicuramente, il Palazzetto de' Vellis in piazza di Santa Maria in Trastevere.
Come scultore, solo due opere gli sono state attribuite con certezza: mentre appare ben fatto il monumento funebre del cardinale Willem Enckenwoirt (morto nel 1534) a Santa Maria dell'Anima, dove è evidente un influsso di Michelangelo, quello del vescovo di Chiusi e governatore di Bologna Gregorio Magalotti a Santa Cecilia in Trastevere, scolpito nel 1538, ha uno stile freddo.
Come architetto militare, nel 1542 Mangone venne convocato insieme ad altri esperti del ramo da papa Paolo III, il quale voleva potenziare le fortificazioni di Borgo: in quella egli occasione presentò un progetto. L'anno successivo fu attivo a Sermoneta, lavorando alle mura della città. Mangone era anche un antiquario appassionato, raccogliendo nel suo palazzo una notevole collezione di pezzi architettonici e scultorei. Nel 1543, definendosi scultore, fu tra i membri fondatori della "Compagnia di San Giuseppe di Terra Santa alla Rotonda", più tardi conosciuta come la Congregazione dei Virtuosi al Pantheon, uno dei principali centri di dibattito sulle antichità e l'architettura di Roma.
Il 25 giugno 1543 egli fece testamento, morendo forse lo stesso giorno.

## Valutazione critica

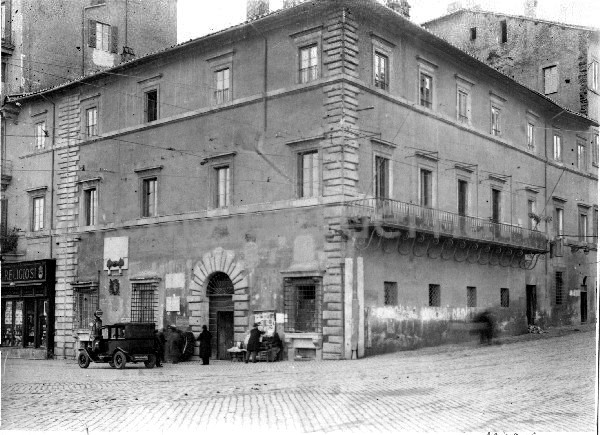
Palazzo Alicorni (qui prima della sua demolizione nel 1931) può essere attribuito a Mangone a causa della sua somiglianza stilistica col Palazzo di Pirro

Come scultore, Mangone seguì lo stile di Andrea Sansovino, raggiungendo risultati contrastanti. Come architetto, la sua formazione originale di scultore e scalpellino modanatore gli permise di raggiungere un notevole equilibrio di proporzioni. Inoltre, in architettura Mangone fu tra i primi seguaci dello stile "severo" iniziato da Antonio da Sangallo il Giovane. Con il Palazzo di Pirro Mangone creò un buon esempio di architettura "quotidiana" il quale trovò molti imitatori nella seconda parte del sedicesimo secolo. Come architetto militare, benché fosse stato elogiato dall'ingegnere militare Francesco De Marchi, l'assenza di opere ancora esistenti di sicura attribuzione rende difficile una valutazione del suo reale contributo a questo settore.